# ليتل ويلي فوستر
ليتل ويلي فوستر (بالإنجليزية: Little Willy Foster)‏ هو كاتب أغاني أمريكي، ولد في 20 أبريل 1922 في مسيسيبي في الولايات المتحدة، وتوفي في 25 نوفمبر 1987 في شيكاغو في الولايات المتحدة بسبب سرطان.

## وصلات خارجية
- ليتل ويلي فوستر على موقع ميوزك برينز (الإنجليزية)
- ليتل ويلي فوستر على موقع أول ميوزيك (الإنجليزية)
- ليتل ويلي فوستر على موقع ديسكوغز (الإنجليزية)